# Pequeño robot perdido
Pequeño robot perdido (en inglés Little Lost Robot, es un cuento o relato corto de ciencia ficción de Isaac Asimov. Publicado por primera vez en el ejemplar de marzo de 1947 de la revista Astounding Science Fiction y reimpreso en las colecciones Yo, robot (1950), El robot completo (1982), Sueños de robot (1986), y Visiones de robot (1990).

## Historia
En la super-base, los científicos trabajan en un salto al espacio, uno de los investigadores perdió el control, maldijo frente a un robot NS-2 llamado Nestor y le dijo al robot que "....se pierda". Obedeciendo la orden, Nestor se esconde. Es entonces responsabilidad de la jefa robopsicóloga de US Robots, la Dra. Susan Calvin, y del Director Matemático Peter Bogert, encontrarlo. 
Incluso saben dónde se encuentra: en un cuarto con 62 robots  idénticos. 
Pero este robot es diferente. Tiene una Ley de la robótica modificada a ningún robot debe lastimar a un ser humano; la normal "pero a través de inactividad, si se permite el daño a un ser humano" ha sido omitida. Por lo tanto, podría quedarse inactivo y permitir el daño a un humano, mientras no interfiriera.El pequeño robot, en el complejo Frankenstein es de nuevo buscado, el robot debe ser encontrado rápidamente, porque los humanos le tienen miedo a los robots, y si ellos aprendieran que uno fue construido con una Primera Ley diferente, ocurriría una protesta, aun cuando el robot es incapaz de lastimar directamente a un humano. Sin embargo, la Dra. Calvin agrega mayor urgencia al promover una situación donde la ley alterada podría permitir al robot a lastimar o incluso matar a una persona. El robot podría dejar caer peso sobre un humano que supiera que podría atrapar antes de que lastimara a la víctima. Dejando caer el peso, sin embargo, su programación alterada podría permitirle simplemente dejar caer el peso, porque no interferiría en la herida resultante.
Después de interrogar a cada robot por separado y yendo a través de algunos callejones sin salida, la Dra. Calvin encuentra una manera de engañar al robot rebelándose, y es destruido antes de que pudiera llegar a lastimar a alguien (o al menos eso era lo que aparentaba hacer).
El pequeño robot perdido fue adaptado por Leo Lehman para la Antología de las series de televisión "Out of this world" (Fuera de este mundo) de la Corporación Asociada Británica. Es el único episodio de estas series que sobrevive en los archivos hoy en día.